# منتون (میشیگان)
منتون، میشیگان (به انگلیسی: Manton, Michigan) یک شهر در ایالات متحده آمریکا با جمعیت ۱٬۲۸۷ نفر است که در میشیگان واقع شده‌است.

## موقعیت جغرافیایی
موقعیت جغرافیایی شهرها و مناطق اطراف به شرح زیر است: